# Доброслав Хробак
Інж. Доброслав Хробак (словац. Dobroslav Chrobák; * 16 лютого 1907, Гибе — † 16 травня 1951, Братислава) — словацький прозаїк, есеїст, оглядач та літературний критик.

## Біографія
Народився другим з чотирьох дітей у родині кравця та освітнього працівника Ондрея Хробака (1871 – 1935) та Марії Чаньової. Навчався в гімназіях у Рожняві та Ліптовському Мікулаші, пізніше у Вищій промисловій школі в Братиславі. Закінчив навчання в 1934 році в Чеському технічному університеті в Празі. Після повернення до Словаччини в 1934 році працював редактором радіожурналу на Чехословацькому радіо в Братиславі. У 1945 р. Д. Хробак став директором короткохвильового мовлення Словаччини, а з червня 1947 р. — головним директором радіо Словаччини. З лютого 1946 року — постійний член Комуністичної партії Чехословаччини. Д. Хробак помер у Братиславі після невдалої операції ракової пухлини мозку. Похований у суботу, 19 травня 1951 року в Гибе.

## Творчість
Ще будучи студентом, писав оповідання, був літописцем села, збирачем прислів’їв та приказок. У 17 років дебютував у студентському журналі своїм першим оповіданням. Іншу прозу присвятив темі села і природи. Він прагнув подолати процедури описового реалізму і зосереджувався на фантастичності та міфіці.
Літературний дебют відбувся книгою оповідань і романів Kamarát Jašek. Розвивав основні ідеї натуризму. Умів використовувати чужі стимули для власного натхнення. Це можна побачити головним чином у романі «Дракон повертається», який є одним із основних творів словацького натуризму. Також є автором рецензій і критики, особливо міжвоєнної прози, роздумів про мистецтво, звітів про митців. Разом зі Штефаном Лецем склав «Словацький літературний альманах» і видав «Довідник з історії словацької літератури», який виконував функцію невеликого словника словацьких письменників.
На його творчість мали великий вплив кілька авторів європейської прози, напр. Герман Гессе або Кнут Гамсун. Окрім власної праці, також займався перекладами, напр. з російської.

## Праці
- 1924 – Ліс, оповідання
- 1925 – Прямий центральний вплив, оповідання
- 1930 – голі стіни, ескіз (лише фрагмент)
- 1931 – Два кам’яних дні, новел
- 1931 – Абель Орфанідес, фрагмент
- 1931 – Словацький літературний альманах
- 1932 – Керівник історії словацької літератури
- 1932 – Абель Яріабек, фрагмент
- 1934 – Дворянське гніздо, переклад твору І. С. Тургенєва
- 1937 – «Товариш Яшек», збірка оповідань і повістей
- 1943 – «Дракон повертається», повість